# Assedio di Kolberg (1758-1761)
L'assedio di Kolberg si svolse a fasi alterne tra il 1758 e il 1761, durante il periodo della guerra dei sette anni: la città di Kolberg (oggi Kołobrzeg in Polonia), importante centro fortificato e base navale del Regno di Prussia, fu a più riprese assediata da un'armata russa appoggiata da una flotta russo-svedese.
Il primo assedio si svolse nell'ottobre del 1758: una forza russa prese d'assalto le fortificazioni, ma le pessime condizioni meteo e la tenace resistenza messa in piedi dalla piccola guarnigione prussiana del maggiore Heinrich von der Heyde fecero fallire l'azione e obbligare i russi a ripiegare. Un secondo tentativo meglio progettato di prendere la piazzaforte venne intrapreso nell'agosto 1760 da un grosso esercito russo supportato da una forza navale russo-svedese: la città si ritrovò sul punto di cadere, ma un improvviso contrattacco lanciato da una forza di soccorso capitanata dal generale Paul von Werner scompaginò gli assedianti e li obbligò ancora una volta a ripiegare.
Una grossa armata russa sotto il generale Pëtr Aleksandrovič Rumjancev-Zadunajskij, sostenuta da forze navali russe e svedesi, bloccò nuovamente Kolberg nell'agosto 1761: dopo aver infruttuosamente tentato di espugnare le fortificazioni, i russi decisero di prendere la città per fame interrompendo le sue linee di comunicazione e sottoponendola a ripetuti bombardamenti; i tentativi dell'armata prussiana del principe Federico di Württemberg di rompere l'accerchiamento si rivelarono vai, e ormai a corto di rifornimenti Kolberg capitolò il 16 dicembre 1761.

## Antefatti
Già importante nodo commerciale della Pomerania e membro della Lega anseatica, la città di Kolberg fu occupata dalla Svezia durante la guerra dei trent'anni per poi passare nel 1653 all'elettorato di Brandeburgo-Prussia per effetto del trattato di Stettino; sotto il governo dell'elettore Federico Guglielmo I, dal 1675 Kolberg fu sviluppata come prima e più importante base navale militare del Brandeburgo-Prussia (Regno di Prussia dal 1701), venendo di conseguenza cinta di importanti opere fortificate difensive e dotata di una guarnigione stabile.
La conclusione della lunga guerra di successione austriaca nel 1748 aveva lasciato insolute diverse questioni politiche e territoriali, e di conseguenza le ostilità ripresero nuovamente nel 1756 sfociando nella cosiddetta "guerra dei sette anni"; per effetto del grande rimescolamento di alleanze noto come "Rivoluzione diplomatica", la Prussia di Federico il Grande si ritrovò a confrontarsi contro una grande coalizione comprendente le principali potenze continentali del periodo (il Regno di Francia, il Sacro Romano Impero e i domini della Casa d'Asburgo, l'Impero russo e il Regno di Svezia) potendo contare unicamente sull'appoggio del Regno di Gran Bretagna e altri Stati minori. Nonostante il suo forte esercito e l'abile guida di Federico, la Prussia si ritrovò ben presto ad affrontare un attacco dopo l'altro da parte dei coalizzati.
Mentre i prussiani erano intenti a confrontarsi con gli austriaci in Slesia, nel gennaio 1758 una forte armata russa sotto il comando del conte Villim Villimovič Fermor invase la Prussia orientale e prese Königsberg il 25 febbraio; con una rapida marcia Federico fece accorrere il grosso delle sue forze nella regione, ma la battaglia di Zorndorf tra russi e prussiani il 25 agosto si concluse con un sanguinoso nulla di fatto: l'armata del conte Fermor dovette interrompere la sua avanzata, ma rimase padrona di gran parte della Prussia orientale e del resto Federico dovette ritirare immediatamente le sue forze per far fronte alle avanzate nemiche nel settore della Sassonia, lasciando solo un piccolo contingente a contenere i russi. In vista dell'inverno imminente, nel settembre 1758 l'alto comando russo ordinò al conte Fermor di assicurarsi una base in territorio prussiano dove tenere al sicuro le scorte e i rifornimenti in vista della ripresa delle ostilità con la bella stagione; benché riluttante, Fermor dovette quindi distaccare un contingente di 4 000 uomini e 20 pezzi di artiglieria sotto il comando del tenente generale Johann Palmenbach e inviarlo ad assediare la fortezza di Kolberg.

## L'assedio

### Il primo assedio (1758)

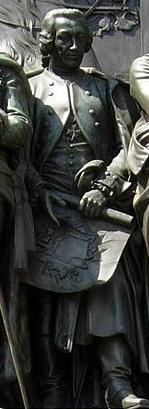
La scultura dedicata a Heinrich Sigismund von der Heyde (che regge in mano uno schema delle fortificazioni di Kolberg) posta nel basamento del monumento equestre a Federico il Grande a Berlino

Benché cinta di fortificazioni, nel settembre 1758 Kolberg si trovava in una difficile situazione: l'abituale guarnigione di 4 000 uomini era stata quasi interamente ritirata per essere aggregata all'armata campale di Federico, sempre a corto di uomini, lasciando a presidio della città di 5 000 abitanti solo 700 soldati regolari di cui 120 ex prigionieri di guerra sassoni che avevano recentemente accettato di combattere per la Prussia; le fortificazioni erano ben difese da 130 cannoni e 14 mortai, ma era del resto disponibile solo una quindicina di artiglieri. Il comando della fortezza era stato assegnato al cinquantacinquenne maggiore Heinrich Sigismund von der Heyde, giunto ormai alla fine della sua carriera militare e ritenuto troppo anziano per poter combattere al fronte con l'armata campale; lo stesso governo prussiano, del resto, dimostrava scarsa fiducia nella tenuta della città e poco prima che l'assedio avesse inizio aveva disposto il trasferimento delle ingenti scorte alimentari ammassate nella piazzaforte verso la più sicura Stettino.
Benché considerato ormai inabile al comando, von der Heyde si dimostrò invece un energico ufficiale, dandosi da fare per rinforzare le difese e respingendo fermamente la proposta dei notabili locali di cedere pacificamente la città ai russi. L'armata del generale Palmenbach giunse in vista di Kolberg il 3 ottobre, aprendo sulla città un bombardamento di artiglieria durato per cinque giorni di seguito: il violento cannoneggiamento, tuttavia, provocò solo lievi danni alla città grazie all'efficace sistema di vigili del fuoco messo in piedi dalla cittadinanza. Dopo aver ricevuto rinforzi che portarono le sue truppe a 5 000 uomini, e appoggiato dal mare da una flotta di 27 navi da guerra russe, Palmenbach lanciò un forte assalto nella notte tra il 21 e il 22 ottobre: l'artiglieria aprì una breccia nella cinta muraria, ma l'improvviso girare del forte vento spinse il fumo e le fiamme verso i russi attaccanti, disorientandone l'assalto e rendendoli facili bersagli per il tiro dei prussiani; dopo aver subito pesanti perdite, i russi dovettero quindi sospendere l'attacco e rientrare nelle loro posizioni.
Le pessime condizioni climatiche resero impossibile per i russi allestire efficaci opere d'assedio, oltre a provocare il naufragio di 21 delle 27 unità navali d'appoggio con conseguente penuria di rifornimenti di munizioni per l'armata di Palmenbach. Tra i russi prese a circolare la voce che una grossa forza di soccorso prussiana fosse in marcia per levare l'assedio, e benché di ciò non ci fosse alcuna prova concreta il 28 ottobre Palmenbach diede ordine alla sua armata di ritirarsi alla volta della Prussia orientale; von der Heyde ricevette ampi elogi per la sua abile difesa della piazzaforte, ottenendo una promozione al grado di colonnello e venendo insignito dallo stesso Federico della più alta onorificenza prussiana, l'ordine Pour le Mérite.

### Il secondo assedio (1760)
Il 1759 vide i prussiani incorrere in una serie di sconfitte: la vittoria ottenuta dagli austro-russi nella battaglia di Kunersdorf il 12 agosto 1759, al termine della quale Federico perse circa metà della propria armata, espose il territorio prussiano a nuove invasioni, con le avanguardie russe che raggiunsero perfino Berlino; la Pomerania fu invasa da occidente da truppe svedesi, mentre da oriente un'armata russa mosse nuovamente alla volta di Kolberg.
Il 26 agosto 1760 ventisette navi da guerra della Flotta del Baltico russa (21 vascelli di linea, tre fregate e tre bombarde) si posizionarono davanti Kolberg aprendo a partire da giorno seguente un pesante bombardamento di artiglieria che arrecò gravi danni alle fortificazioni e alla città; a partire dal 29 agosto un contingente di sei vascelli e tre fregate svedesi si unì alla flotta russa nel cannoneggiamento di Kolberg. Un corpo di 8 000 soldati russi distaccato dall'armata del generale Gottlieb Heinrich Totleben in marcia verso Berlino bloccò la città dal lato di terra, iniziando il 6 settembre a costruire una serie di opere d'assedio e trincee di avvicinamento alle mura; la guarnigione prussiana, ancora al comando del colonnello von der Heyde, ammontava a non più di 1 250 uomini.
Con parte della città in fiamme e i camminamenti scavati dai russi giunti a pochi metri dalle mura, era ormai imminente l'assalto finale alla fortezza quando la situazione mutò del tutto inaspettatamente: informato del blocco della città, Federico distaccò dalla sua armata principale una forza di 5 000 uomini sotto il maggior generale Paul von Werner per portare soccorso a Kolberg; partiti da Glogau in Slesia, gli uomini di von Werner coprirono a passo di marcia 340 chilometri in tredici giorni, una notevole impresa per l'epoca, cogliendo completamente di sorpresa i russi che, convinti di essere al sicuro, avevano dislocato a protezione delle loro retrovie solo poche pattuglie di cavalleria e di cosacchi. Il 18 settembre von Werner lanciò un attacco a sorpresa contro il campo russo: convinti di stare affrontando un'armata di 20 000 uomini, i russi ripiegarono con estremo disordine rifugiandosi a bordo delle loro navi; la flotta alleata mantenne ancora per qualche giorno il blocco di Kolberg, per poi ritirarsi rispettivamente il 20 (i russi) e il 23 settembre (gli svedesi) quando von der Heyde fece dispiegare alcune batterie di artiglieria costiera. Dopo questa vittoria, Federico promosse personalmente sia von der Heyde che von Werner al rango di tenente generale.

### Il terzo assedio (1761)

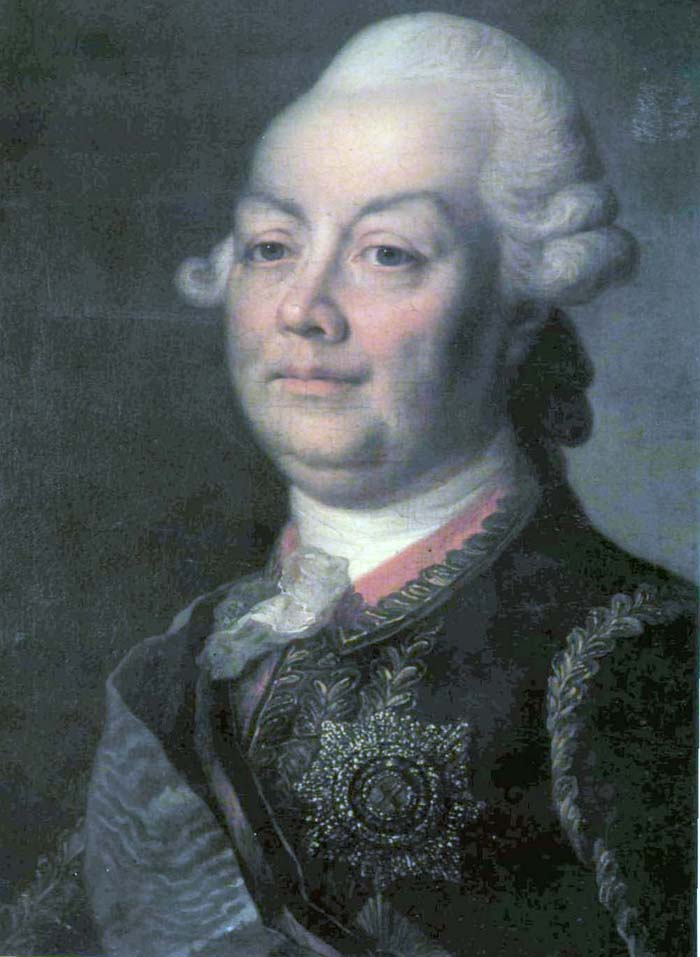
Pëtr Aleksandrovič Rumjancev-Zadunajskij, il conquistatore di Kolberg

Sul fronte orientale della guerra dei sette anni entrambi i contendenti erano ormai spossati dalle continue e inconcludenti battaglie: le incursioni della cavalleria prussiana sulle linee di comunicazione avevano paralizzato le attività dell'armata russa, che tuttavia verso la fine del 1761 fu in grado di organizzare una nuova offensiva in direzione di Kolberg, rimasto l'unico porto sul mar Baltico ancora in mano alla Prussia. Il generale Totleben, già al comando della campagna russa in Pomerania l'anno precedente, defezionò e passò ai prussiani il piano per la nuova offensiva: ciò spinse Federico a organizzare un tentativo di salvare la fortezza, inviando rifornimenti e richiamando dal fronte contro gli svedesi nel Meclemburgo l'armata del principe Federico di Württemberg.
Württemberg raggiunse Kolberg il 4 luglio, assumendo la guida di una forza di 12 000 soldati a presidio della fortezza; il generale russo Pëtr Aleksandrovič Rumjancev-Zadunajskij, al comando di una forza più debole, aveva nel frattempo preso posizione nelle vicinanze di Köslin a partire dal 23 giugno, attendendo rinforzi. Württemberg propose di attaccare subito i russi finché le circostanze risultavano a favore dei prussiani, ma Federico bocciò il piano come troppo rischioso; dopo che 3 000 soldati erano infine giunti in rinforzo a metà agosto, Rumjancev mosse quindi su Kolberg il 22 agosto.
Ventitré navi da guerra russe giunsero in supporto dell'armata di Rumjancev, e a queste si unirono poi più tardi altre otto navi da guerra svedesi; a partire dal 25 agosto e fino al 25 settembre, la città fu ininterrottamente bombardata dalle navi degli alleati. Il 18 settembre Rumyantsev lanciò un attacco contro le difese esterne prussiane, ma subì circa 3 000 perdite guadagnando solo poco terreno; cambiando strategia, il generale rinunciò a prendere Kolberg d'assalto e puntò invece a tagliarla fuori dai rifornimenti. Il 30 settembre giunsero in rinforzo di Kolberg alcune migliaia di soldati prussiani agli ordini del generale Dubislav Friedrich von Platen, portando l'ammontare dei difensori a circa 20 000 uomini; Rumyantsev, che a partire dal 9 ottobre aveva dovuto rinunciare al supporto navale a causa delle pessime condizioni meteo, ricevette in rinforzo nello stesso periodo l'armata del generale Aleksandr Borisovič Buturlin: la sua cavalleria, al comando di Gustav Berg, riuscì a tagliare le linee di rifornimento prussiane e a respingere le contro-incursioni dei 2 700 cavalieri dell'armata di Württemberg.
Con la guarnigione di Kolberg a corto di rifornimenti, verso la fine di ottobre la forza di von Platen ricevette ordine di lasciare la città alla volta di Berlino; in novembre anche Württemberg lasciò la città e, forzate le linee russe, si ricongiunse a von Platen nel tentativo di insidare dal retro lo schieramento nemico che cingeva la piazzaforte: i prussiani fecero diversi tentativi per spezzare la linea d'assedio russa, ma fallirono continuamente. Il 12 dicembre i russi sconfissero l'ultimo tentativo di liberare la città intrapreso da Württemberg nel corso di un duro scontro nei pressi di Spie, alcuni chilometri a sud-ovest di Kolberg, infliggendo ai prussiani circa 1 000 perdite; rimasto con solo 8 000 uomini, a Württemberg non restò altro che ripiegare su Stettino. Ormai senza più rifornimenti, il 16 dicembre von der Heyde si arrese con il resto della guarnigione consegnando Kolberg ai russi.

## Conseguenze
La conquista di Kolberg consentì ai russi di attestarsi saldamente in Pomerania e, giunta quasi in contemporanea con la conquista della fortezza di Schweidnitz in Slesia da parte degli austriaci, mise in serio pericolo la possibilità di una continuazione del conflitto da parte della Prussia. Tuttavia, la fortuna girò improvvisamente dalla parte dei prussiani: dopo una lunga malattia, il 5 gennaio 1762 morì a San Pietroburgo la zarina Elisabetta di Russia; a lei succedette sul trono russo il nipote Pietro, un sincero ammiratore della Prussia di Federico il Grande: contrario a continuare il conflitto, il nuovo monarca siglò rapidamente il 5 maggio 1762 un trattato di pace con Federico, restituendo tutti i territori occupati (incusa Kolberg) e stringendo con la Prussia un'alleanza militare, rivolgendo il suo esercito di 20 000 uomini contro gli austriaci.
Inimicatosi la corte russa, Pietro fu ben presto deposto e assassinato il 17 luglio dopo appena sei mesi di regno; al suo posto salì sul trono di San Pietroburgo la zarina Caterina II di Russia, la quale tuttavia, pur troncando l'alleanza militare con la Prussia, decise di tenere il paese fuori da ulteriori ostilità. Privi del loro potente alleato, gli austriaci si ritrovarono in grave difficoltà e Federico fu in grado di ristabilire la situazione della Prussia; dopo altri inconcludenti scontri, il 15 febbraio 1763 le parti siglarono il trattato di Hubertusburg, ponendo fine alle ostilità con un sostanziale ritorno allo status quo ante bellum.